# Deporte en Canadá
El deporte en Canadá tiene un gran desarrollo a nivel amateur y profesional. Los deportes con mayor popularidad en el país son el hockey sobre hielo (considerado el deporte nacional de Canadá) y el fútbol canadiense. Otros deportes profesionales con gran popularidad son el baloncesto, el fútbol soccer, el béisbol y el lacrosse, en tanto que a nivel amateur se practica el curling y el esquí alpino. En la gran mayoría de los casos, los equipos profesionales de Canadá comparten competencias con equipos de Estados Unidos en ligas de ese país, conformando auténticos torneos regionales entre los dos países que conforman la región de América del Norte.
Las ligas profesionales existentes en Canadá se manejan mediante sistema de franquicias como en Estados Unidos. Esto implica que el sistema de promoción y relegación de equipos a categorías inferiones no existe como en Europa, Sudamérica y Centroamérica para el fútbol soccer, entre otras disciplinas deportivas.

## Deportes

### Hockey sobre hielo

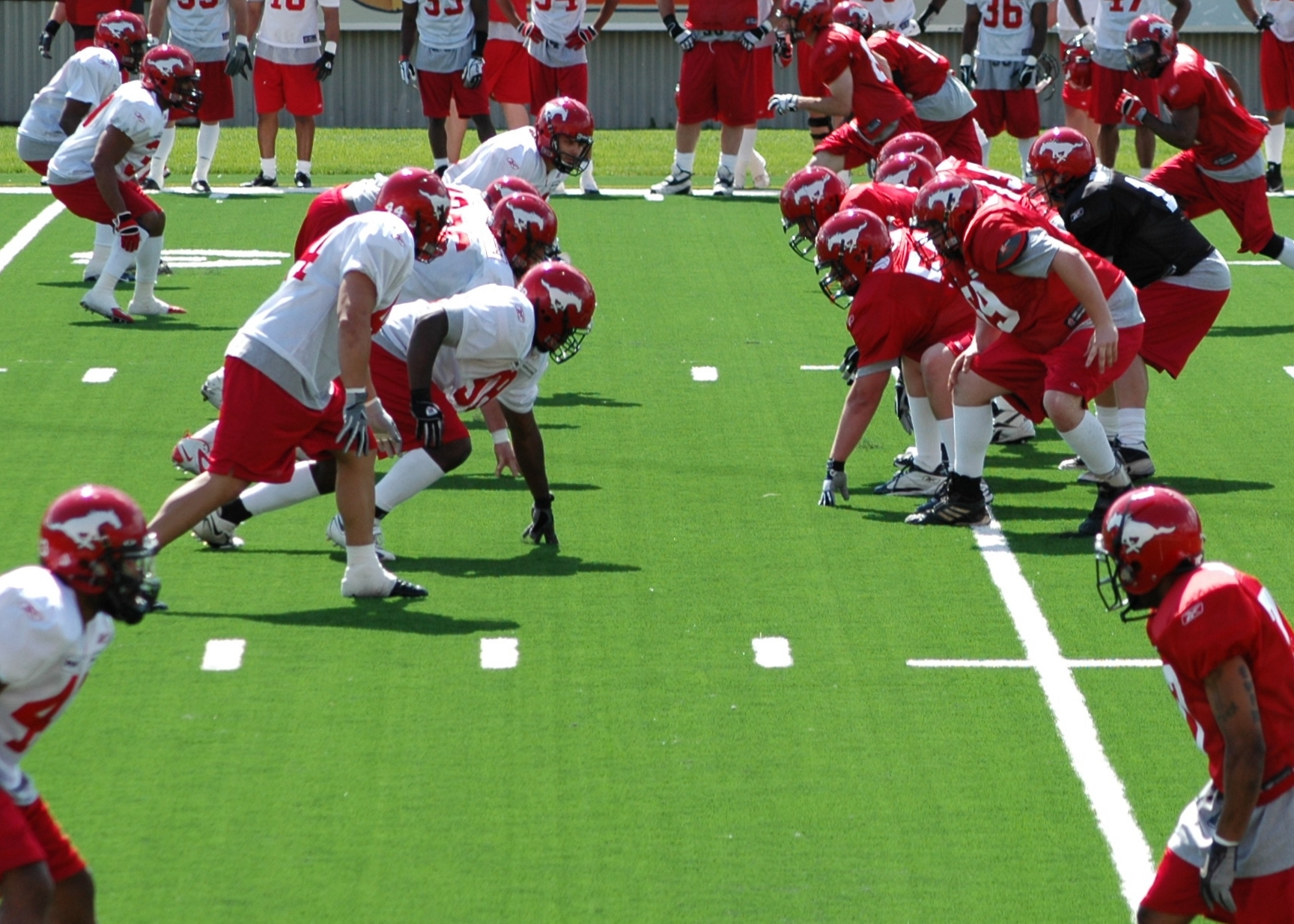
Calgary Stampeders, equipo de la Canadian Football League

El hockey sobre hielo se practica masivamente en Canadá a nivel amateur y profesional. La National Hockey League (NHL), creada en 1917, es el principal campeonato profesional de América del Norte. Cuenta actualmente con siete equipos canadienses, entre ellos los Montreal Canadiens y los Toronto Maple Leafs, que simboliza la rivalidad entre ambas ciudades y las comunidades angloparlantes y francófonas. El campeón recibe la Stanley Cup, que comenzó a otorgarse desde 1893 inicialmente al mejor equipo de Canadá, pero desde 1917 se entrega al campeón de la NHL sin importar su nacionalidad, ya que es una liga que se juega entre equipos de Estados Unidos y Canadá.
La selección masculina es potencia mundial, teniendo una inmensa cantidad de jugadores canadienses repartidos entre las dos principales ligas del mundo de este deporte (NHL y KHL de Rusia), sin contar en las demás ligas profesionales de Europa. Disputa el liderazgo histórico con la selección rusa, sucesora de la otrora poderosa selección de la Unión Soviética. En 21 apariciones en los Juegos Olímpicos, ha logrado nueve medallas de oro, cuatro de plata y dos de bronce. En el Campeonato Mundial ha logrado 26 oros, 15 platas y 9 bronces.
La selección femenina es la más exitosa en la historia de este deporte: Obtuvo cuatro oros y dos platas en los Juegos Olímpicos, diez oros, ocho platas y un bronce en el Campeonato Mundial, y 13 oros y cinco platas en la Copa de las Naciones.

### Fútbol Canadiense
El fútbol canadiense es una variante de fútbol gridiron desarrollada en la década de 1860. Es similar al fútbol americano, pero se utiliza un campo ligeramente más grande, los equipos alinean a doce jugadores y no once como en la variante estadounidense, y el equipo con posesión de pelota dispone de solamente tres downs en lugar cuatro, como sucede en el fútbol americano. Aun así, más de la mitad de los jugadores de equipos profesionales de fútbol canadiense son jugadores y exjugadores estadounidenses de fútbol americano.
La Canadian Football League (CFL) se fundó en 1958, y es la competencia con más seguidores en Canadá después de la NHL del hockey sobre hielo. A mediados de la década de 1990 tuvo equipos de Estados Unidos, pero el proyecto de expansión fracasó. Los máximos ganadores de la Grey Cup, trofeo que se le otorga al campeón de la CFL, han sido los Toronto Argonauts con 17 títulos, Edmonton Eskimos con 14, Winnipeg Blue Bombers con 11 y Hamilton Tiger-Cats y Calgary Stampeders con 8 títulos cada uno.

### Lacrosse

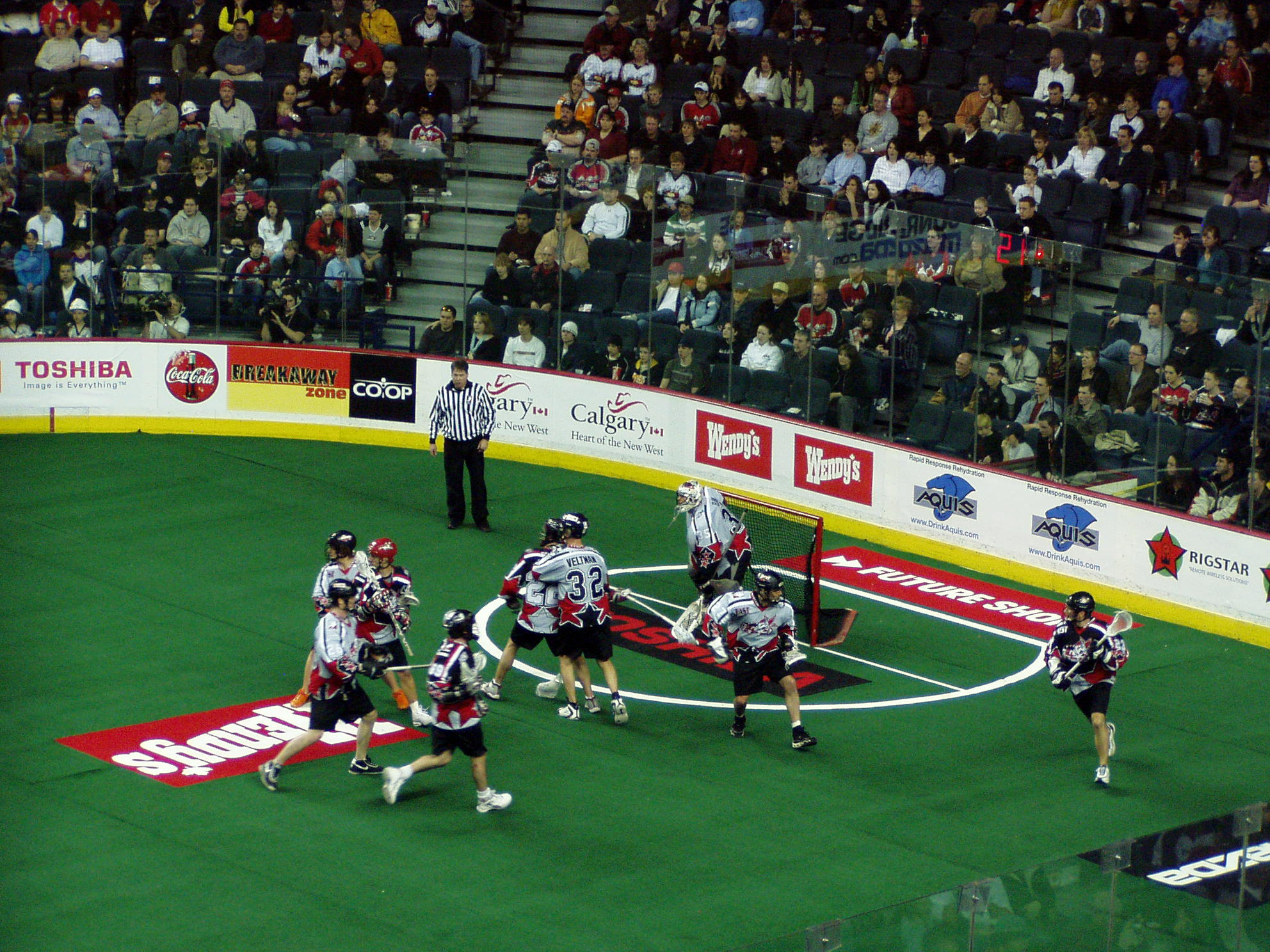
Partido de las Estrellas de la National Lacrosse League

El lacrosse se inventó en 1850 y proviene del baggataway, un deporte practicado por las Naciones Originarias de Canadá durante más de 500 años. Actualmente, las principales ligas masculinas en América del Norte son la Major League Lacrosse (de campo, representado con un equipo canadiense, los Hamilton Nationals, además de jugadores del país participando con equipos estadounidenses) y la National Lacrosse League (bajo techo, aquí hay cinco equipos canadienses: Toronto Rock, Saskatchewan Rush, Calgary Roughnecks, Edmonton Rush y Vancouver Stealth, además de jugadores canadienses en los equipos de Estados Unidos). La modalidad bajo techo es la que más seguidores tiene en Canadá.
La selección masculina obtuvo tres veces el Campeonato Mundial (1978, 2006 y 2014) y obtuvo el segundo puesto seis veces. A pesar de ser un deporte originario de este país pocas personas saben practicarlo y lo conocen, por lo que no es un deporte que atraiga mucho la atención del público canadiense.

### Artes marciales mixtas

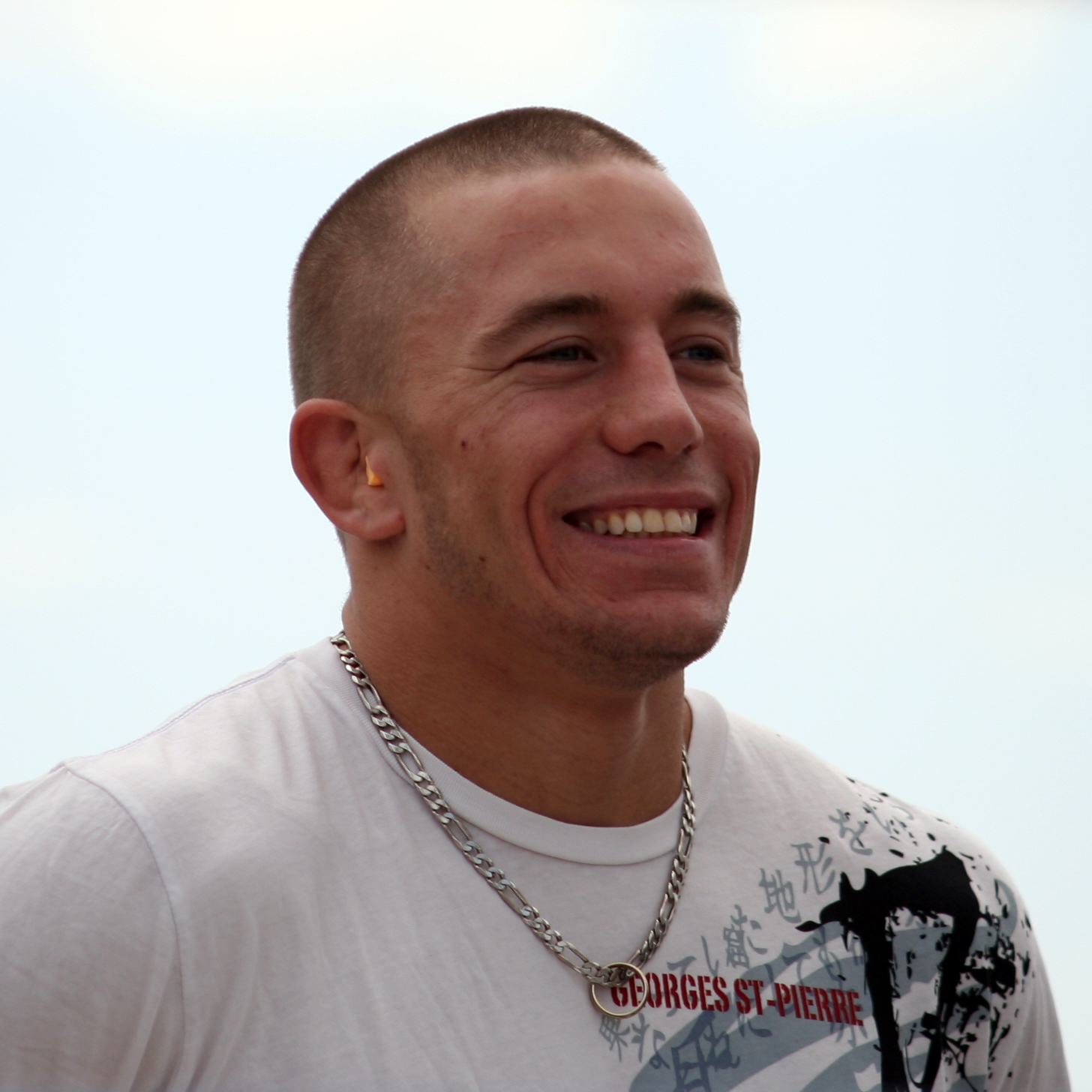
George St-Pierre.

Canadá ha producido varios luchadores notables del MMA, que han aparecido en Ultimate Fighting Championship (UFC) y otras promociones. Desde entonces, superaría al boxeo como el deporte de combate más popular en la nación.
Canadá es el lugar del excampeón de peso welter y mediano de UFC Georges St-Pierre, el excampeón de peso welter de Bellator MMA Rory MacDonald, así como del campeón del torneo de peso ligero PFL 2022 Olivier Aubin-Mercier en la Professional Fighters League. St-Pierre es considerado por los medios y fans como el mejor canadiense en este deporte, así como el más grande peso wélter.

### Béisbol

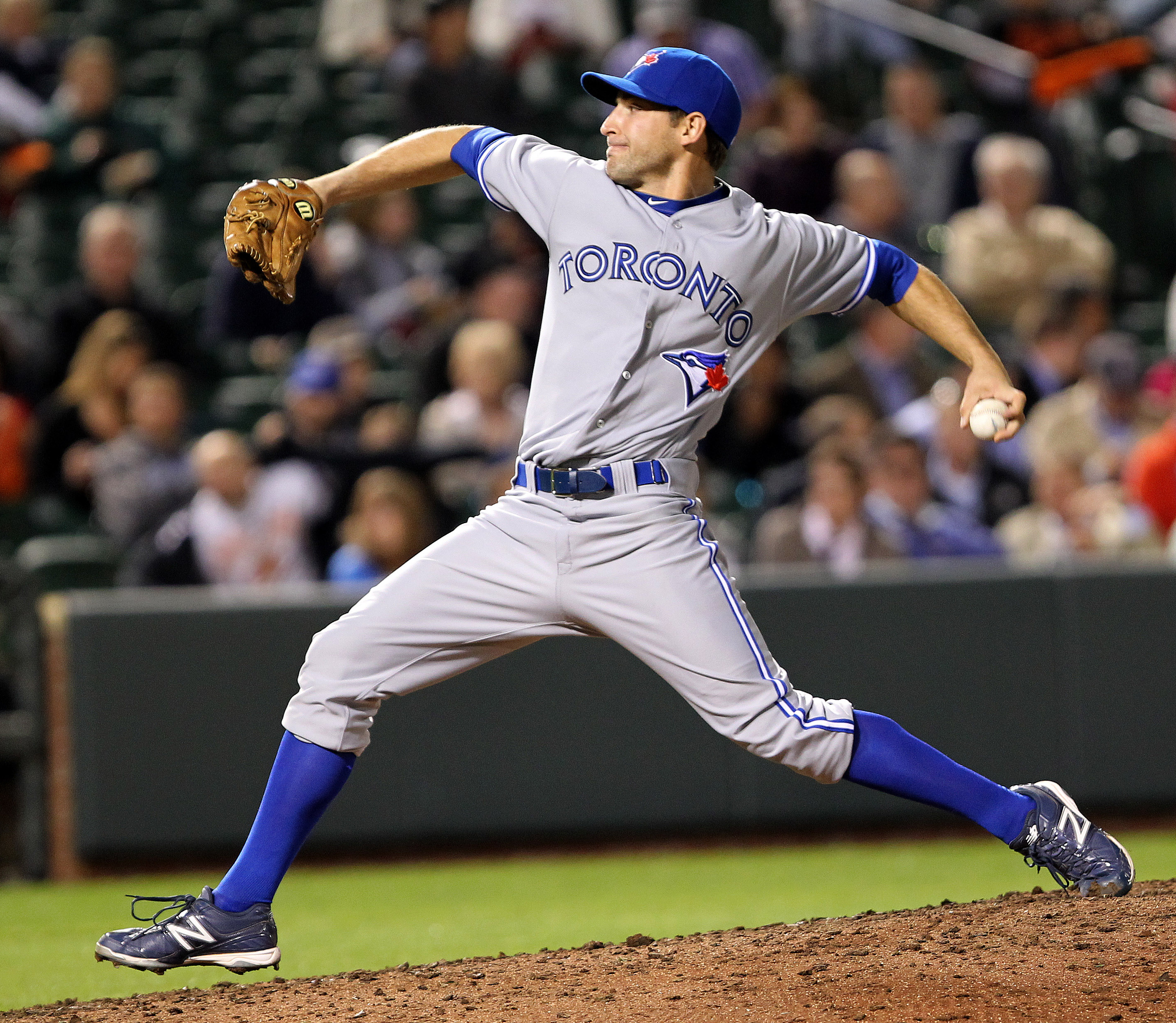
Evan Crawford lanzando con los Toronto Blue Jays de la Major League Baseball

El primer partido de béisbol en Canadá del que se tiene registros fue en 1838. El país ha tenido a lo largo de la historia dos equipos profesionales en la Major League Baseball estadounidense: Los Montreal Expos, entre 1969 y 2004, y los Toronto Blue Jays, vigentes desde 1977, aunque la mayoría de su nómina son jugadores de Estados Unidos. Los Blue Jays ganaron la Serie Mundial en 1992 y 1993, gesta que nunca pudo conseguir los Expos. La selección de béisbol ha participado en todas las ediciones del Clásico Mundial de Béisbol quedando eliminada en fase de grupos, además de llegar al tercer lugar de la extinta Copa Mundial de Béisbol en dos ocasiones (2009 y 2011). 
Algunos de los beisbolistas canadienses más destacados en Grandes Ligas han sido Jason Bay, Éric Gagné, Ferguson Jenkins, Russell Martin, Justin Morneau, Joey Votto y Larry Walker.
Aunque Canadá no disponga de una liga profesional importante, varios equipos universitarios disputan el torneo nacional, así como equipos que disputan torneos regionales de ligas menores.

### Baloncesto

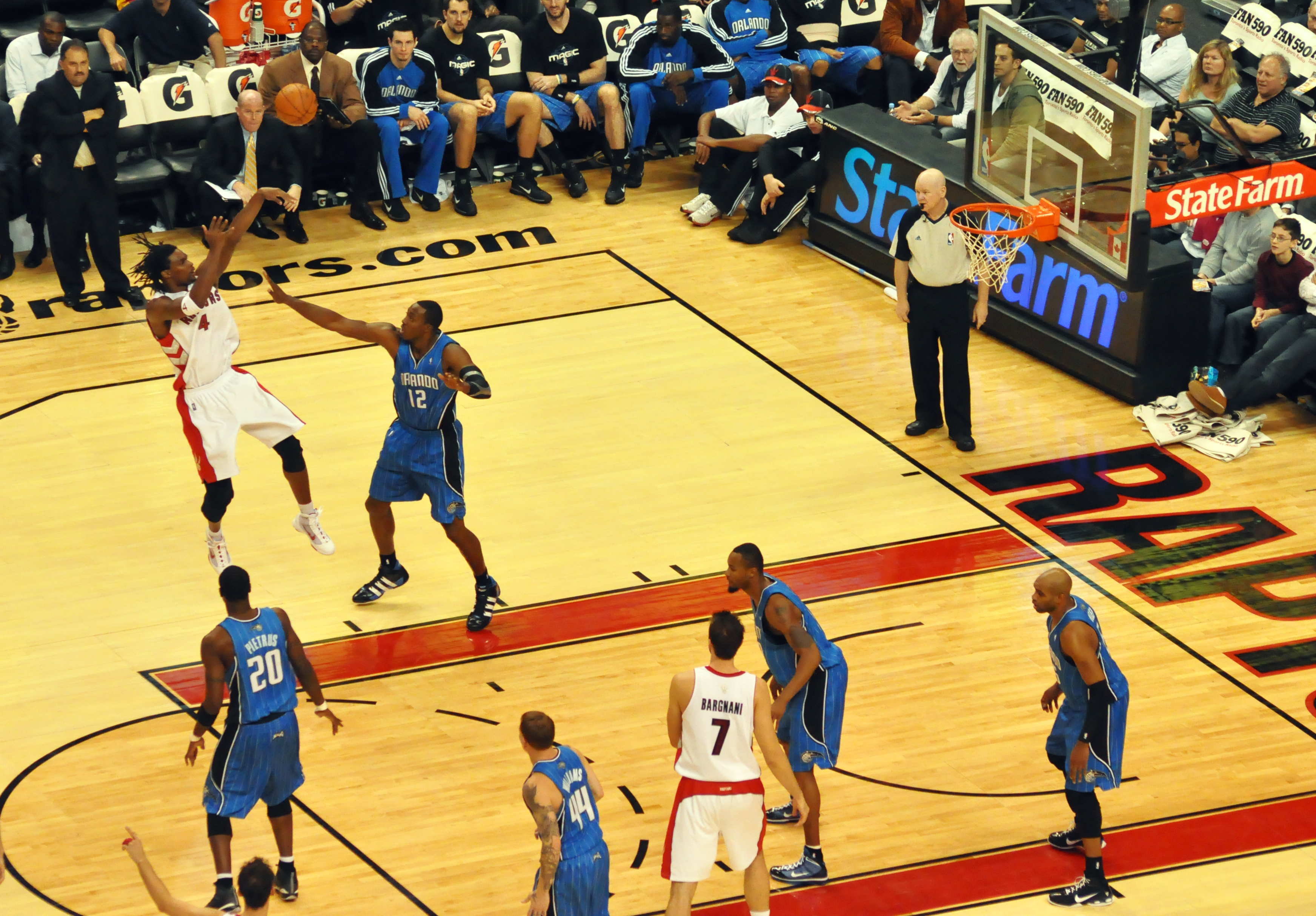
Tiro de un jugador de los Toronto Raptors de la NBA

El baloncesto lo inventó el canadiense James Naismith, mientras se desempeñaba como profesor en un YMCA en Massachusetts.
Los Toronto Huskies disputaron la primera temporada de la NBA en 1945/46 (siendo su única temporada activo), y de hecho jugaron el primer partido en la historia de la liga estadounidense. En 1996 el país volvió a competir en la liga con dos equipos, Toronto Raptors y Vancouver Grizzlies, aunque el segundo pasó a jugar a Estados Unidos en 2001 a la ciudad de Memphis. Los Raptors alcanzaron la postemporada seis veces, siendo campeones en la temporada  2018/19; por su parte, los Grizzlies nunca clasificaron a la postemporada. Steve Nash fue el primer jugador canadiense en ser nombrado MVP de la NBA, Anthony Bennett fue el primero que fue elegido como número uno del draft y Andrew Wiggins el primero en ser nombrado debutante del año. Pese a ser un equipo canadiense, la mayoría de los jugadores del Toronto Raptos son de origen estadounidense.
La franquicia Raptors 905, vinculada a los Toronto Raptors, logró ganar la edición de la G-League del año 2017.
En un intento de formar su propia liga profesional, se fundaron en Canadá varias ligas que terminaron desapareciendo por falta de interés del público canadiense. Actualmente existe la NBL, fundada en el año 2011, pero más de la mitad de sus jugadores son originarios de Estados Unidos. En 2019 se constituyó también a nivel profesional la Canadian Elite Basketball League (CEBL), aunque esta busca darle prioridad al talento canadiense. 
La selección masculina de Canadá logró la medalla de plata en los Juegos Olímpicos de 1936 y el cuarto puesto en 1976 y 1984. Clasificó a 13 Copas Mundiales, siendo la instancia de cuartos de final lo más lejos que ha llegado. En el Campeonato FIBA Américas, obtuvo plata dos veces y bronce tres veces. En los Juegos Panamericanos obtuvo la medalla de plata en 2015.
Por su parte, la selección femenina de Canadá ha conseguido el cuarto puesto en los Juegos Olímpicos de 1984 y el tercer puesto en el Campeonato Mundial de 1979 y 1986.
Canadá fue sede del Campeonato Mundial de Baloncesto de 1994 y el Campeonato FIBA Américas Femenino de 1995 y 2015.

### Automovilismo

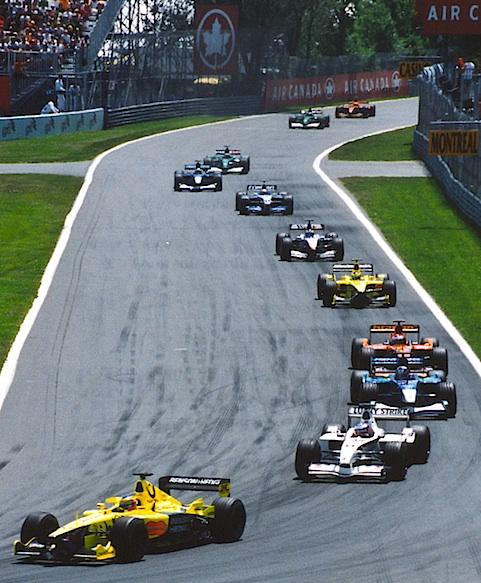
Gran Premio de Canadá de Fórmula 1

Jacques Villeneuve, es el único piloto canadiense en ganar un título de Fórmula 1 en 1997. Su padre, Gilles, también fue un piloto destacado siendo subcampeón de la categoría en 1979. Varios pilotos canadienses han competido en la CART e IndyCar Series, destacándose Jacques Villeneuve, quien fue campeón de CART y ganador de las 500 Millas de Indianápolis en 1995 antes de pasar a la Fórmula 1, y Paul Tracy, quien obtuvo el título de CART en 2003 acumulando un total de 31 victorias en su carrera. También han logrado victorias en IndyCar los canadienses Scott Goodyear, Greg Moore, Patrick Carpentier, Alex Tagliani y James Hinchcliffe. Otros pilotos reconocidos son Ron Fellows y Bruno Spengler, campeones de la American Le Mans Series y el Deutsche Tourenwagen Masters respectivamente.
Desde el año 2017 compite en la Fórmula 1 Lance Stroll, quien es el segundo piloto más joven de la historia en hacerlo, y que se convirtió en el debutante más joven de la historia en subir al pódium al lograr el tercer puesto en el Gran Premio de Azerbaiyán. Mientras que en el año 2020 debutó en la misma categoría el piloto Nicholas Latifi. 
Aunque su sede central está ubicada en el Reino Unido, entre 2019 y 2020 compitió en la Fórmula 1 una escudería de propiedad de un canadiense, la Racing Point.
El Circuito Gilles Villeneuve de Montreal es el circuito más importante del país, recibiendo el Gran Premio de Canadá de la Fórmula 1 desde el año 1978 (con dos ausencias en 1987 y 2009). Las grandes ciudades canadienses también albergan fechas de categorías norteamericanas como la desaparecida Champ Car y las vigentes IndyCar Series, NASCAR Nationwide Series y la Grand-Am Rolex Sports Car Series. Otros circuitos que cabe citar son los autódromos de Mosport Park y Mont-Tremblant, que albergaron fechas de Fórmula 1, Champ Car, American Le Mans Series, NASCAR Truck Series, Rolex Sports Car Series, Campeonato IMSA GT y Trans-Am; y los circuitos callejeros de Toronto, Edmonton, y Vancouver, que recibieron fechas de IndyCar Series y Champ Car.
En el ámbito local, Canadá tiene un campeonato de stock cars, llamado NASCAR Pinty's Series fundado en 2007. La Fórmula Atlantic fue un certamen de monoplazas destacado en Canadá en la década de 1970, que luego se convirtió en una categoría escuela.

### FútbolSoccer
El fútbol se practica en Canadá desde la década de 1870, y la federación nacional se fundó en 1912, afiliándose a la FIFA y a la CONCACAF. Las ligas nacionales han sido en su mayoría semiprofesionales o amateurs, por lo que los equipos profesionales canadienses han jugado en ligas de Estados Unidos.
La North American Soccer League de Estados Unidos tuvo varios equipos canadienses entre 1968 y 1984, destacándose Toronto Blizzard, Vancouver Whitecaps y Edmonton Drillers. Entre 1987 y 1992 se jugó la Canadian Soccer League, el primer campeonato profesional de Canadá. La Major League Soccer de Estados Unidos ha incorporado tres equipos canadienses a partir de 2006: Toronto FC, Montreal Impact y Vancouver Whitecaps FC; de estos, Toronto ganó la MLS Cup y el MLS Supporters' Shield en la temporada 2017. La actual NASL tuvo hasta 2019 dos equipos canadienses, FC Edmonton y Ottawa Fury FC. Desde 2008, todos los equipos profesionales canadienses que juegan en las ligas de Estados Unidos y Canadá disputan el Campeonato Canadiense de Fútbol, donde el campeón gana la Copa Voyageurs y el derecho de representar a Canadá en la Liga de Campeones de la Concacaf.
En un nuevo intento de tener una liga profesional propia se creó la Canadian Premier League (CPL), la cual comenzó su camino en el año 2019 con inicialmente siete equipos, habiendo planes de expansión en el país dependiendo de la aceptación de la liga en el público local, donde al campeón se le otorga un cupo a la Liga Concacaf. Cabe resaltar que los equipos de la CPL, al ser profesionales, también participan del Campeonato Canadiense que otorga la Copa Voyageurs; por tanto, equipo de la CPL que gane esta copa gana el derecho de participar en la Concacaf Liga Campeones.
La selección masculina ha disputado dos Mundiales de la FIFA (México 1986 y Catar 2022). Disputó la Copa de Oro de la Concacaf por primera vez en 1977. Obtuvo el primer puesto en 1985 y 2000, en tanto que alcanzó las semifinales en seis oportunidades. En 2001 clasificó a la Copa FIFA Confederaciones, donde empató ante Brasil y perdió sus otros dos partidos ante Japón y Camerún.
Por el contrario, la selección femenina ha tenido mejores resultados disputando cinco Copas Mundiales, llegando a ser cuartas en 2003. Además, obtuvo medalla de bronce en los Juegos Olímpicos de 2012 y 2016, y un oro, una plata y un bronce en los Juegos Panamericanos. Por último, obtuvo dos primeros puestos y cuatro segundos puestos en seis apariciones en el Campeonato de la Concacaf.
Canadá fue sede de la Copa Mundial de Fútbol Sub-20 de 2007 y la Copa Mundial Femenina de Fútbol de 2015.

### Tenis
El Masters de Canadá es el principal torneo de tenis del país. Se disputa desde 1881 y pertenece al ATP World Tour Masters 1000 y el WTA Premier 5. Las ciudades de Montreal y Toronto se reparten los torneos de varones y mujeres, alternanado entre sí cada año. El segundo torneo femenino es el Torneo de Quebec, que es un WTA International.
En cuanto a jugadores, Milos Raonic fue semifinalista del Campeonato de Wimbledon 2014, finalista del Abierto de Canadá 2013 y ganador de un torneo ATP 500. Por su parte, Eugénie Bouchard fue finalista en Wimbledon 2014 y Wuhan 2014. Robert Bédard ganó tres veces el Abierto de Canadá en la década de 1950. Mike Belkin alcanzó cuartos de final del Abierto de Australia 1968. Daniel Nestor, Jill Hetherington, Grant Connell y Sébastien Lareau se destacaron en dobles en la década de 1990. Ha habido también varios jugadores canadienses destacados que se nacionalizaron en otros países como Greg Rusedski, quien compitió la mayor parte de su carrera bajo bandera británica después de adquirir dicha nacionalidad, y Mary Pierce, quien compitió defendiendo la bandera francesa.

### Rugby

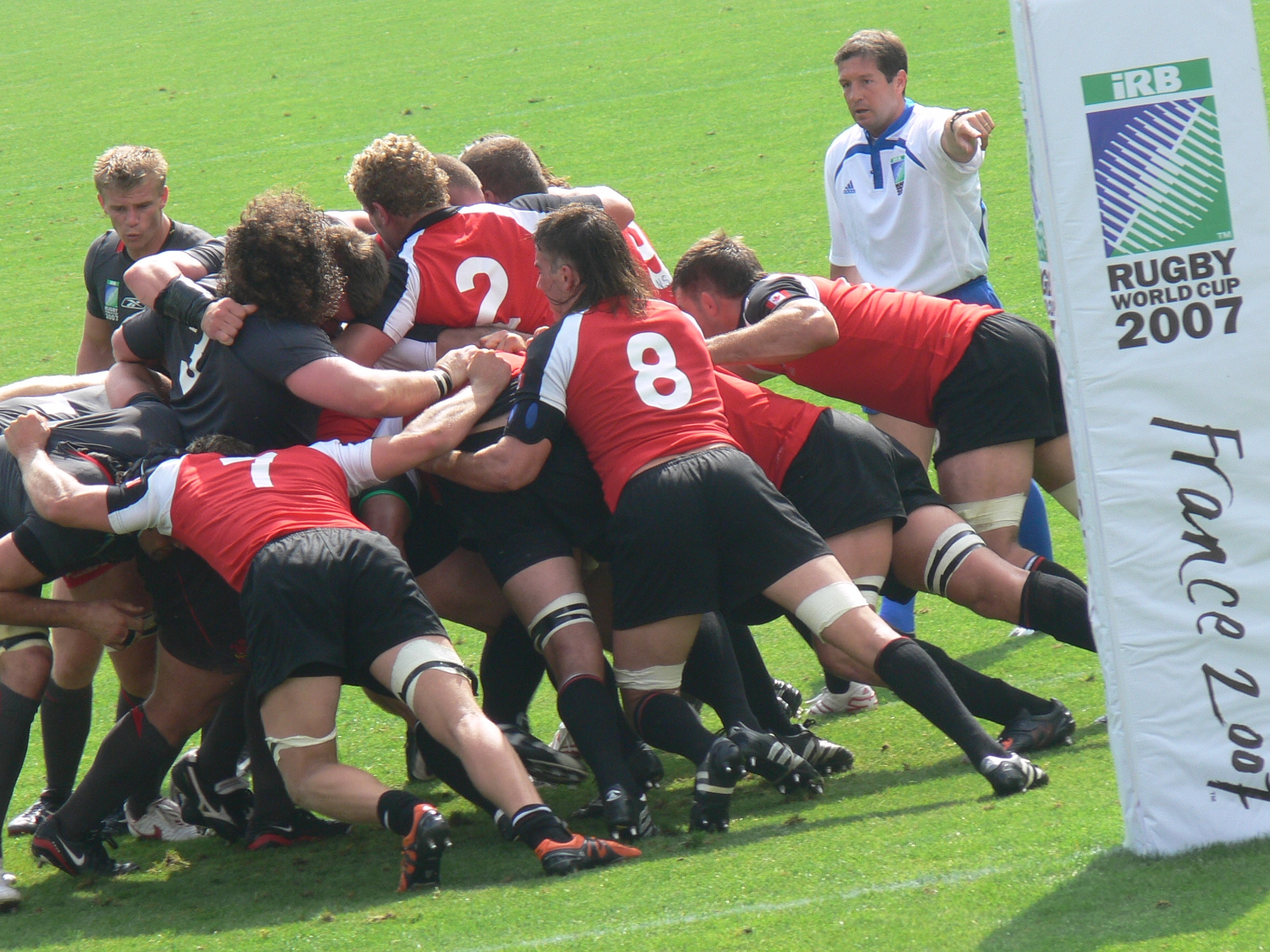
Selección de Canadá en la Copa Mundial de Rugby

El rugby comenzó a jugarse organizadamente en Canadá en la década de 1860 por influencia de los colonos británicos. La unión de rugby, fundada en 1884, definió lo que tiempo después se conoció como fútbol canadiense. El rugby se siguió practicando por fuera de dicha organización, con las reglas provenientes de Inglaterra. Recién en 1929 se conformó una nueva unión de rugby, y en 1932 se conformó una selección que realizó una gira por Japón pero desapareció años después.
La unión de rugby actual, la Rugby Canadá, se creó en 1974 y se afilió a la International Rugby Board en 1987. Ha disputado todas las ediciones de la Copa Mundial desde ese año, alcanzando los cuartos de final por única vez en 1991 al ganarle a Fiyi y Rumania. Nunca más volvió a ganar dos partidos en los mundiales, aunque en 2011 consiguió una victoria ante Tonga, un empate ante Japón y dos derrotas abultadas ante Nueva Zelanda y Francia.
La selección de rugby ha logrando 38 victorias, un empate y 12 derrotas en partidos oficiales ante Estados Unidos. Ha logrado tres victorias ante Argentina y una ante Francia, Gales y Escocia, y empates ante Nueva Zelanda, Australia, Sudáfrica, Inglaterra e Irlanda.
El North America 4 fue un torneo cuadrangular que enfrentó a dos equipos canadienses y dos estadoundienses. Canadá Oeste ganó las tres ediciones entre 2006 y 2008. En 2009 se creó el Campeonato Canadiense de Rugby con cuatro equipos de las provincias de Columbia Británica, Alberta, Ontario y Terranova y Labrador. Toronto Arrows es un equipo profesional canadiense que juega en la Major League Rugby estadounidense. 
En 2009, los dos primeros equipos del certamen clasificaron al Americas Rugby Championship. A partir de 2010, Canadá juega dicho torneo con una selección de los mejores jugadores del campeonato canadiense, logrando el segundo puesto en 2010 y 2012.
La selección de rugby 7 de Canadá ha disputado la Serie Mundial desde su creación. Obtuvo el sexto puesto en la temporada 1999/00, el octavo en 2000/01 y el noveno en 2003/04. Más recientemente, consiguió el tercer puesto en el Seven de Estados Unidos. En tanto, obtuvo la medalla de oro en los Juegos Panamericanos de 2011 y la de bronce en los Juegos Mundiales de 2013.

### Golf
En golf se han destacado George Knudson y Mike Weir, ganadores de ocho torneos del PGA Tour cada uno. Knudson fue segundo en el Masters de Augusta de 1969 y Weir triunfó en el Masters de Augusta de 2003, siendo además el primer jugador zurdo en ganar dicho torneo y el primero de Canadá en ganar un torneo major (y único hasta el momento). 
Otros jugadores destacados son Stephen Ames, Graham DeLaet, David Hearn o Mackenzie Hughes, ganadores de torneos del PGA Tour. En categoría femenina Brooke Henderson ha logrado ganar varios torneos del LPGA Tour.
Existe un circuito profesional masculino, el PGA Tour Canadá, dependiente del circuito estadounidense. No obstante, tanto el Abierto de Canadá como el Abierto de Canadá Femenino forman parte del calendario del PGA Tour y el LPGA Tour respectivamente. El Abierto de Canadá Femenino fue uno de los torneos mayores de golf femenino entre 1979 y 2000. En tanto, Canadá albergó la Copa de Presidentes de 2007.

### Ciclismo
El ciclismo de ruta es un deporte que empieza a despertar interés en el país, prueba de ello son dos pruebas ciclísticas que son parte del UCI WorldTour: El Gran Premio de Quebec y el Gran Premio de Montreal, dos carreras de un día que se disputan en estas dos ciudades canadienses desde 2010, ubicadas en la Provincia de Quebec. Es en esta década que empezó la participación de ciclistas y equipos canadienses en carreras internacionales, resaltando a nivel individual las actuaciones de Ryder Hesjedal, primer y único ciclista del país que ha ganado una Gran Vuelta (Giro de Italia 2012), además de ganar en cuatro ocasiones el Campeonato Mundial de Ciclismo de Montaña, donde Canadá posee un total de 12 títulos mundiales, siendo potencia en esta modalidad de ciclismo.

## Juegos Olímpicos

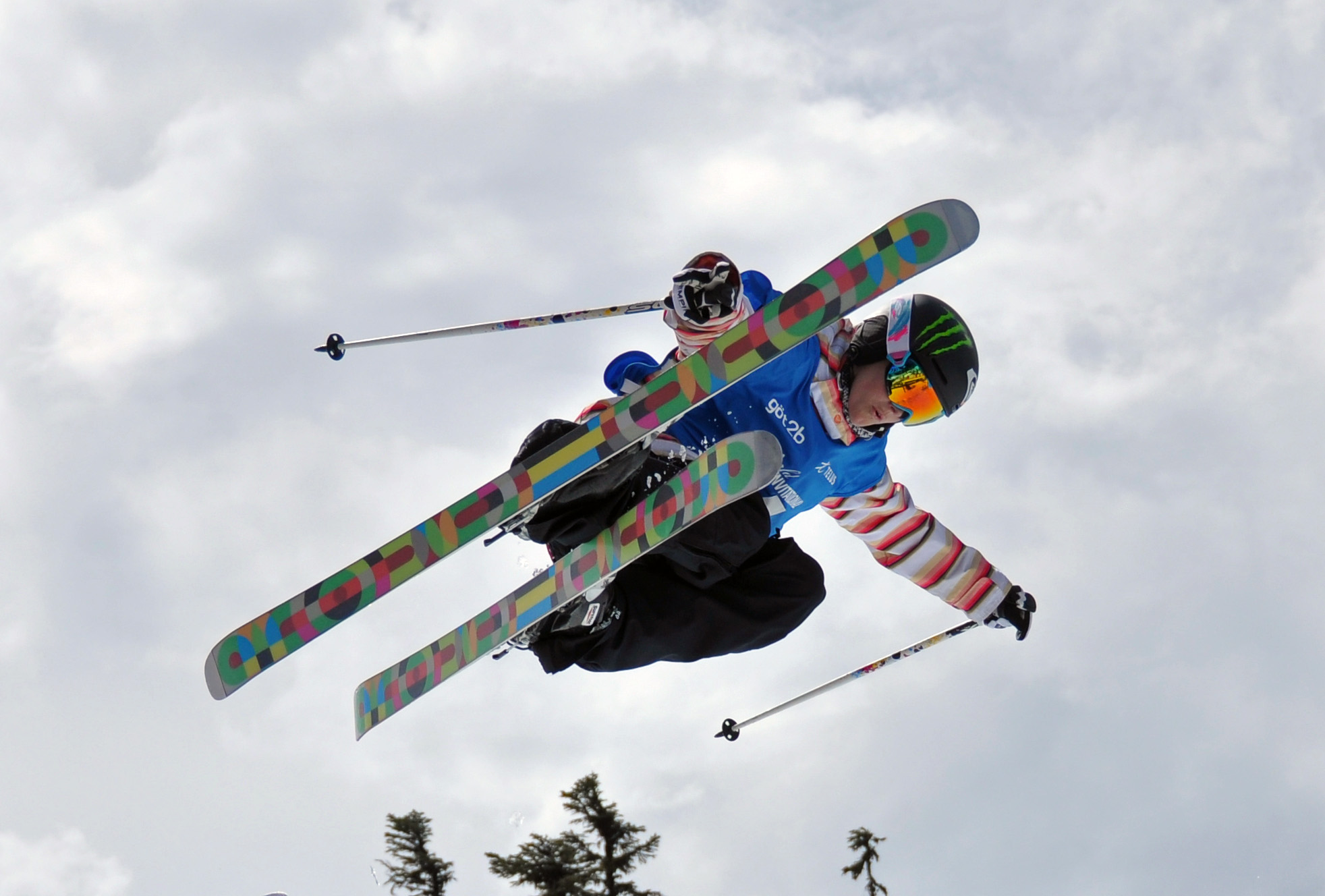
Sarah Burke, esquadora acrobática canadiense

Canadá ha sido representada en los Juegos Olímpicos desde la edición 1900, excepto en los 1980 cuando participó del boicot occidental. En el historial de los juegos de verano, ha obtenido 59 medallas de oro y 278 totales, por lo que se ubica en el 20.º puesto del medallero. Se ha destacado especialmente en nado sincronizado y en menor medida en atletismo, remo y saltos ornamentales.
En los juegos de invierno ha logrado 62 medallas de oro y 170 totales, lo que coloca al país en el sexto puesto histórico. En los Vancouver 2010 obtuvo el primer puesto general y en Sochi 2014 el tercer lugar. Lidera el medallero en hockey sobre hielo y curling, y ha sido potencia también en snowboard y esquí acrobático.
El país ha sido sede de los Juegos Olímpicos de verano de Montreal 1976, así como los juegos de invierno de Calgary 1988 y Vancouver 2010.

## Juegos de la Mancomunidad
Canadá ha participado en los Juegos de la Mancomunidad desde su primera edición en 1930. Por su parte, el Dominio de Terranova compitió con una delegación propia en 1930 y 1934.
Canadá se ubica en el tercer puesto en el medallero histórico, con más de 400 oros y 1.400 preseas. Ha obtenido el primer puesto en 1978, el segundo en cuatro ocasiones y el tercer puesto en diez ediciones, la última de ellas en 2014.
El país ha albergado cuatro ediciones de los Juegos de la Mancomunidad: Hamilton 1930, Vancouver 1954, Edmonton 1978 y Victoria 1994.

## Juegos Panamericanos
Canadá ha participado en los Juegos Panamericanos de 1955, habiéndose ausentado en la edición inaugural. Se ubica en el tercer puesto en el medallero histórico, luego de Estados Unidos y Cuba. Consiguió el segundo puesto en 1967, y el tercer puesto en diez ediciones. En 2011 terminó en el quinto lugar, su peor actuación desde 1959. Por otra parte, logró el segundo puesto en los Juegos Panamericanos de Invierno Las Leñas 1990.
En Canadá se han celebrado tres ediciones de los Juegos Panamericanos: Winnipeg 1967, Winnipeg 1999 y Toronto 2015.

## Televisión
Canadá tiene una larga historia de televisación de deportes. Actualmente dominan el mercado los canales por suscripción TSN y Sportsnet en inglés y Réseau des sports (filial de TSN) y TVA Sports en francés, aunque algunas competiciones continúan en televisión abierta como los Juegos Olímpicos.

## Selecciones nacionales
- Selección de baloncesto de Canadá
- Selección femenina de baloncesto de Canadá
- Selección de béisbol de Canadá
- Selección de fútbol de Canadá
- Selección femenina de fútbol de Canadá
- Selección de hockey sobre hielo de Canadá
- Selección femenina de hockey sobre hielo de Canadá
- Selección de polo de Canadá
- Selección de rugby de Canadá
- Selección de rugby 7 de Canadá
- Equipo de Copa Davis de Canadá
- Equipo de Fed Cup de Canadá